# サーシャ・ガヴァシ
サーシャ・ガヴァシ（Sacha Gervasi, 1966年 - ）は、イギリスのジャーナリスト、脚本家、映画監督。映画賞獲得者。

## 幼少期と映画脚本家としての仕事
1966年にロンドンに生まれ、ウェストミンスター・スクールに通い、キングス・カレッジ・ロンドンにて近代史を専攻。1981年彼が18歳のとき、カナダのヘヴィメタルバンド「アンヴィル」がロンドンで演奏をしていたところを手助けし、ついにロードマネージャーとなり3つの地方ツアーに参加。別れる1986年まで親交を深めた。
ガヴァシの最初の職は1968年に二人の若い詩人ジョン・フェアファックスとジョン・モートにより設立されたアーヴォン筆記財団にて、イングランドの桂冠詩人テッド・ヒューズのもとで働くことであった。彼が学位を極めた後、1989年、競売会社サザビーズでサミュエル・ベケットの私文書を売り払う整理をしていたサミュエル・ベケットアーカイブのジョン・カルダーのもとで働いた。中にはトリニティ・カレッジに売られた『ゴドーを待ちながら』のベケット自らが注釈をつけたバージョンも含まれていた。
1995年にロサンゼルスに移ると、カリフォルニア大学映画学校で映像作家過程に通い、二度のアカデミー賞奨学金を獲得した。過程の間、彼はジャーナリストとして働き生計を立て、『サンデー・タイムズ』紙や『オブザーバー』、『パンチ』などの新聞や雑誌に記事を寄せた。
ガヴァシはクレイグ・ファーガソンとの共同脚本で『The Big Tease』を書き、映画の仕事を始めた。2004年、監督スティーヴン・スピルバーグ、主演トム・ハンクスの映画『ターミナル』の脚本を務めた。ロンドンの『デイリー・テレグラフ』は「彼はスピルバーグの映画となった脚本を持つ、たった二人の英国人のうちの一人である。もう一人はトム・ストッパード（『太陽の帝国』）だ」と書いた。
他の映画にはニコール・キッドマン主演の『百万長者と結婚する方法』と、トム・ハンクス主演の『コムレイド・ロックスター』がある。また、脚本とエグゼクティブプロデューサーを務めた、キアヌ・リーブス、ジェームズ・カーン、ヴェラ・ファーミガが演じた『フェイク・クライム』がある。この映画は2010年10月のトロント国際映画祭で上映された。
彼はカリフォルニア大学でハンターザーキン脚本講座の講師に任命され、2009年秋までそこで教鞭を取った。またガヴァシはスティーヴン・ザイリアンにオースティン映画祭の最高脚本家賞を送った。
2018年、彼は俳優エルヴェ・ヴィルシェーズの伝記映画を、1993年のエルヴェの自殺のわずか数日前に自らが行ったインタビューを基に脚本、監督を務めた。このTV映画は、『シンドラーのリスト』でオスカー賞を受賞したスティーヴン・ザイリアンがプロデュースをした。
現在ジョー・ネスボのノルウェーの恐怖映像「Headhunters」をサミット・エンターテインメント配給でリメイクしている。

## アンヴィル! 夢を諦めきれない男たち
ガヴァシは、30年以上共に過ごしたカナダのヘヴィメタルバンドのアンヴィルのドキュメンタリー映画の監督を務めた。ガヴァシはロンドンのマーキークラブでの仕事以来、1982年9月21日に初めてアンヴィルに会った。彼は自身を「イギリス一のアンヴィルのファンだ」と売り込んだ。彼はその後、1982年、1984年、1985年のツアーに、バンドのローディーとなり、バンドからは「ティーバッグ」の愛称をもらった。彼は20年の断交から後に再会し、2005年11月、彼らについてロキュメンタリーの撮影を始めた。
2008年1月にサンダンス映画祭で初上映され、2008年度シドニー映画祭、ロサンゼルス映画祭、ガルウェイ国際映画祭で観客賞を勝ち取った。
映画は多くの批評で賞賛と高い喝采を受けた。Rotten Tomatoesでは98%のレーティングだった。
マイケル・ムーアはその映画を「私が見てきた中で最高のドキュメンタリーだ」と言い放ち、『タイムズ』紙は「おそらく現時点でロックンロールについて語った最高の映画」と呼んだ。
ロンドンではイブニングスタンダード英国映画賞で、2009年の最高のドキュメンタリーと呼ばれた。コールドプレイのクリス・マーティンが賞を与えた。
2009年、アメリカ映画協会はベストピクチャーノミネートを5作から10作に拡げた。2009年10月、『アンヴィル』は最高ドキュメンタリーとしてだけでなく、拡大したベストピクチャー賞の熟慮のために送られた最初の作品だった。アンヴィルが注目されながら最優秀ドキュメンタリー賞の候補作にならなかった時、失望感があった。
この映画はロサンゼルスの2010年インディペンデント・スピリット賞で最優秀ドキュメンタリー賞、最優秀音楽賞、国際ドキュメンタリー協会賞最優秀ドキュメンタリー賞を勝ち取った。
アンヴィルは2010年の優れた芸術や文化行事賞でエミー賞を受賞した。

## 監督デビュー
2009年、ガヴァシは『アンヴィル! 夢を諦めきれない男たち』で映画監督としてデビューした。

## 日常生活
彼の父シーン・ガヴァシはホワイトハウスでジョン・F・ケネディの経済アドバイザーで、ユーゴスラビアの事務の専門家でもあり、オックスフォードやロンドン経済大学、ヴァンセンヌのパリ大学で経済学を教えた。
彼のおじのトム・ガヴァシは情報問題の専門家であり、「ソ連の軍事的優位の神話」や「民主主義の兵器庫」シリーズの著者。
彼の祖父のフランク・ガヴァシはハーストの国際通信社のローマ支局長であり、オランダ、ベルギー、フランスの崩壊をかばい、第二次世界大戦の初期にコリアーズウィークリーに加わった。
その後『ワシントン・ポスト』の記者となり、イタリアのマーシャル・プランの情報の主任となった。ローマでのジャーナリスト人生と、アドルフ・ヒトラーやベニート・ムッソリーニとの個人的な出会いを詳細に描いた「A Violent Decade」を含めた12の作品の著者である。
彼の祖母はフィラデルフィア出身のキャサリン・マッキガンだったが、彼は1950年代後半に祖父フランクが結婚した50年代の歌手ジョージア・ギブスに育てられた。彼女のミリオンセラーシングルには『エル・チョクロ』や、『dance』、『tweedle』などがある。彼女はハリウッド・ウォーク・オブ・フェームの星を持っている。
ガヴァシは2006年5月14日に生まれたブルーベル・マドンナ・ハリウェルの父。彼女はスパイスガールズのリーダーで国連人口基金の親善大使のジェリ・ハリウェルの娘。ガヴァシはトビー・ヤングによる「How to Lose Friends and Alienate People」の本の中のアレックス・デ・シルヴァのキャラクターの元ネタである言われている。ロンドンにいる間、彼はギャヴィン・ロスデイルと『Future Primitives』という音楽グループを立ち上げドラムをやったが、翌年バンド名をブッシュに名前を変え、その後世界的に有名となった。

## 作品
- シザーズ・カップ The Big Tease (1999) 脚本
- ターミナル The Terminal（2004） 原案・脚本
- アンヴィル! 夢を諦めきれない男たち Anvil: The Story of Anvil (2008) 監督・製作総指揮
- フェイク・クライム Henry's Crime (2010) 原案・脚本・製作総指揮
- ヒッチコック Hitchcock (2012) 監督
- クリミナル・タウン November Criminals (2017) 脚本・監督
- エルヴェとの晩餐 ある映画スターの数奇な人生 My Dinner with Herve  (2018) 原案・脚本・監督

## 関連文献
- Q&A with Sacha Gevasi  映画アンヴィル! 夢を諦めきれない男たちメイキング